# Qwen
Qwen (también llamado Tongyi Qianwen, en chino: 通义千问) es una familia de grandes modelos de lenguaje desarrollados por Alibaba. En julio de 2024, fue clasificado como el mejor modelo de idioma chino en algunos puntos de referencia y el tercero a nivel mundial detrás de los mejores modelos de Anthropic y OpenAI.

## Modelos
Alibaba lanzó por primera vez una versión beta de Qwen en abril de 2023 bajo el nombre de Tongyi Qianwen. Se lanzó públicamente en septiembre de 2023 después de recibir la aprobación del gobierno chino. En diciembre de 2023 lanzó sus modelos 72B y 1.8B como código abierto, mientras que Qwen 7B se lanzó como código abierto en agosto.
En junio de 2024, Alibaba lanzó Qwen 2 y en septiembre lanzó algunos de sus modelos como código abierto, manteniendo sus modelos más avanzados como propietarios. Qwen 2 emplea una mezcla de expertos.
En noviembre de 2024, se lanzó QwQ-32B-Preview, un modelo centrado en el razonamiento similar al OpenAI o1, bajo la licencia Apache 2.0 , aunque solo se publicaron los pesos, no el conjunto de datos ni el método de entrenamiento. QwQ tiene una longitud de contexto de 32 000 tokens y funciona mejor que o1 en algunos puntos de referencia.
La serie Qwen-Vl es una línea de modelos de lenguaje visual que combina un transformador de visión con un LLM. Alibaba lanzó Qwen-VL2 con variantes de 2 mil millones y 7 mil millones de parámetros. Qwen-vl-max es el modelo de visión insignia de Alibaba a partir de 2024 y lo vende Alibaba Cloud a un coste de 0,00041 dólares por cada mil tokens de entrada.
Alibaba ha lanzado varios otros tipos de modelos, como Qwen-Audio y Qwen2-Math. En total, ha lanzado más de 100 modelos como código abierto, y sus modelos han sido descargados más de 40 millones de veces. Se han desarrollado versiones optimizadas de Qwen, como "Liberated Qwen", desarrollado por Abacus AI con sede en San Francisco, que es una versión que responde a cualquier solicitud del usuario sin restricciones de contenido.
En enero de 2025, Alibaba lanzó Qwen 2.5-Max. Según una entrada de blog de Alibaba, Qwen 2.5-Max supera a otros modelos como GPT-4o, DeepSeek-V3 y Llama-3.1-405B en pruebas de evaluación clave. En febrero de 2025, Alibaba anunció en su cuenta oficial de X que el modelo 2.5-Max sería de código abierto.
El 24 de marzo de 2025, Alibaba lanzó Qwen2.5-VL-32B-Instruct como sucesor del modelo Qwen2.5-VL. Se publicó bajo la licencia Apache 2.0.
El 26 de marzo de 2025, Qwen2.5-Omni-7B se publicó bajo la licencia Apache 2.0 y se puso a disposición a través de chat.qwen.ai, así como de plataformas como Hugging Face, GitHub y ModelScope. El modelo Qwen2.5-Omni acepta texto, imágenes, vídeos y audio como entrada y puede generar tanto texto como audio como salida, lo que permite utilizarlo para chatear por voz en tiempo real, de forma similar al GPT-4o de OpenAI.
El 28 de abril de 2025, se publicó la familia de modelos Qwen 3, con todos los modelos licenciados bajo la licencia Apache 2.0. La familia de modelos Qwen 3 incluye tanto modelos densos (0,6B, 1,7B, 4B, 8B, 14B y 32B, siendo B de miles de millones de parámetros) como modelos dispersos (30B con 3B de parámetros activados, 235B con 22B de parámetros activados). Se entrenaron con 36 billones de tokens en 119 lenguas y dialectos. Todos los modelos, excepto las variantes 0,6B, 1,7B y 4B, tienen una ventana de contexto de 128 mil tokens. Al igual que los modelos o1 y QwQ 32B de OpenAI, los modelos Qwen 3 admiten razonamiento, que puede activarse o desactivarse a través del tokenizador. Los modelos Qwen 3 están disponibles a través de chat.qwen.ai y son de código abierto en Hugging Face y ModelScope.
| Versión        | Fecha de lanzamiento    | ref    |
| -------------- | ----------------------- | ------ |
| Tongyi Qianwen | septiembre de 2023      | [ 3 ]  |
| Qwen-VL        | agosto de 2023          | [ 29 ] |
| Qwen2          | junio de 2024           | [ 7 ]  |
| Qwen2-Audio    | agosto de 2024          | [ 30 ] |
| Qwen2-VL       | diciembre de 2024       | [ 31 ] |
| Qwen2.5        | septiembre de 2024      | [ 18 ] |
| Qwen2.5-Coder  | 12 de noviembre de 2024 | [ 32 ] |
| QvQ            | 26 de diciembre de 2024 | [ 33 ] |
| Qwen2.5-VL     | 27 de enero de 2025     | [ 34 ] |
| QwQ-32B        | 5 de marzo de 2025      | [ 35 ] |
| Qwen2.5-Omni   | 27 de marzo de 2025     | [ 24 ] |
| Qwen3          | 28 de abril de 2025     | [ 26 ] |